# Marie-France Dubreuil

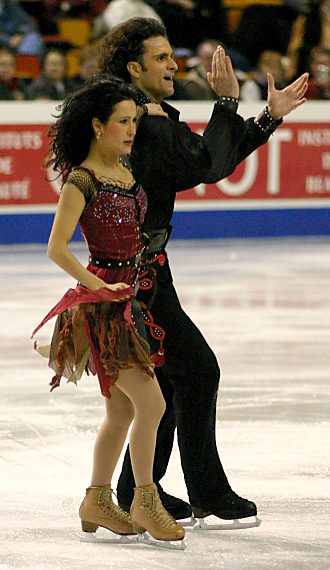
Marie-France Dubreuil

Marie-France Dubreuil (Montreal, Quebec, 11 augustus 1974) is een voormalig Canadees ijsdanseres.
Op het WK voor junioren in 1990 won ze samen met haar partner Bruno Yvars de bronzen medaille.
Ze is samen met haar partner Patrice Lauzon vijfvoudig Canadees kampioene. Zowel in 2006 als in 2007 won ze zilver op de Wereldkampioenschappen kunstschaatsen.
Voor de Olympische Spelen van Turijn moesten ze afzeggen vanwege een blessure van Dubreuil.

## Belangrijke resultaten
| Resultaten                   | 1990 | 1996 | 1997 | 1998 | 1999 | 2000   | 2001   | 2002   | 2003   | 2004   | 2005 | 2006   | 2007   |
| ---------------------------- | ---- | ---- | ---- | ---- | ---- | ------ | ------ | ------ | ------ | ------ | ---- | ------ | ------ |
| Olympische Spelen            |      |      |      |      |      |        |        | 12e    |        |        |      |        |        |
| Wereldkampioenschap          |      |      |      |      |      | 10e    | 11e    | 10e    | 10e    | 8e     | 7e   | Zilver | Zilver |
| Viercontinentenkampioenschap |      |      |      |      |      | Zilver | Brons  |        | 4e     | Zilver |      |        | Goud   |
| Nationaal kampioenschap      |      | 6e   | 4e   | 4e   | 4e   | Goud   | Zilver | Zilver | Zilver | Goud   | Goud | Goud   | Goud   |
| WK junioren                  | *    |      |      |      |      |        |        |        |        |        |      |        |        |

(* met Bruno Yvars als ijdanspartner)